# Prix du meilleur court métrage du Syndicat français de la critique de cinéma
Pour les articles homonymes, voir Texeira.
Le prix du meilleur court métrage du Syndicat français de la critique de cinéma, qui s'intitulait précédemment prix Novais-Texeira, en mémoire du critique de cinéma espagnol d’origine portugaise Joaquim Novais Texeira, est une récompense cinématographique remise par le Syndicat français de la critique de cinéma durant sa remise de prix annuelle depuis 1973. 
Le prix récompensa les courts métrages étrangers jusqu'en 1981. Depuis 1982, il ne récompense que les courts métrages français.

## Palmarès

### Années 1970
- 1973 : La Triste chanson de Touha de Atiat El Abnoudi •  Égypte
- 1974 : Contre la raison pour la force de Carlos Ortiz Tejeda •  Mexique
- 1975 : La Bataille du Chili de Patricio Guzman •  Chili
- 1976 : Campesinos de Jorge Silva et Marta Rodríguez •  Colombie
- 1977 : Union Maids de Julia Reichert, James Klein et Miles Mogulescu •  États-Unis
- 1978 : Agarrando Pueblo de Luis Ospina et Carlos Mayolo •  Colombie
- 1979 : Nicaragua : ceux qui feront la liberté de Bertha Navarro •  Mexique /  Panama

### Années 1980
- 1980 : Blue Moon de Jana Bokova •  Royaume-Uni
- 1981 : La Décision de vaincre du collectif Cero a la Izquierda •  Salvador
- 1982 : Serac de Laurent Chevallier
- 1983 : Coup de feu de Magali Clément
- 1984 : Le Secret de la dame en noire de Michel Kaptur
- 1985 : La Consultation de Radovan Tadic
- 1986 : Alger la blanche de Cyril Collard
- 1987 : La Face cachée de la Lune de Yvon Marciano
- 1988 : Chet's Romance de Bertrand Fèvre
- 1989 : Mains au dos de Patricia Valex

### Années 1990
- 1990 : (ex æquo)
  - Ce qui me meut de Cédric Klapisch
  - Livraison à domicile de Claude Philippot
- 1991 : Le petit chat est mort de Fejria Deliba
- 1992 : Bonjour, je vais à Toulouse de Jacques Mitsch
- 1993 : Émilie Muller d'Yvon Marciano
- 1994 : Dimanche ou les fantômes de Laurent Achard
- 1995 : (ex æquo)
  - Action vérité de François Ozon
  - Le P'tit Bal de Philippe Decouflé
- 1996 : La Grande migration de Youri Tcherenkov
- 1997 : Soyons amis ! de Thomas Bardinet
- 1998 : Acide Aminé de Guillaume Bréaud
- 1999 : Les Aveugles (court-métrage) de Jean-Pierre Perréard

### Années 2000
- 2000 : Souffle de Delphine et Muriel Coulin
- 2001 : Intimisto de Licia Eminenti
- 2002 : Nosferatu Tango de Zoltán Horváth
- 2003 : Anna (3 kilos 2) de Laurette Polmanss
- 2004 : Sous mon lit de Jihane Chouaib
- 2005 : Stricteternum de Didier Fontan
- 2006 : Chambre 616 de Frédéric Pelle
- 2007 : Taxi Wala de Lola Frederich
- 2008 : Les Miettes de Pierre Pinaud
- 2009 : Mei Ling de François Leroy et Stéphanie Lansaque

### Années 2010
- 2010 : Cheveu de Julien Hallard
- 2011 : Un monde sans femmes de Guillaume Brac
- 2012 : Je suis une ville endormie de Sébastien Betbeder
- 2013 : Il est des nôtres de Jean-Christophe Meurisse
- 2014 : Animal Serenade de Béryl Peillard
- 2015 : Jeunesse des loups-garous de Yann Delattre
- 2016 : L'Âge des sirènes d'Héloïse Pelloquet
- 2017 : Des hommes à la mer de Lorris Coulon
- 2018 : La Nuit des sacs plastiques de Gabriel Harel
- 2019 : Electric Swan de Konstantina Kotzamani

### Années 2020
- 2020 : Maalbeek d'Ismaël Joffroy Chandoutis
- 2021 : Nicolae de Mihai Grecu
- 2022 : Drôles d'oiseaux de Charlie Belin
- 2023 : Mémoires du bois de Théo Vincent